# Казир (река)
Казир (рус. . Казыр, тув. Казы́р, зло, дивљи), река је у Краснојарској Покрајини у Русији. 
Река Казир извире у Иркутској области на падинама планине Источни Сајан у азијском делу Русије. Казир даље тече према западу до свог ушћа, где се заједно са реком Амил спаја и формирају реку Туба, притоку Јенисеја. У једном делу свог тока, река се такође назива и Боло.
Укупна дужина реке је 388 km, а површина слива око 20.900 km². Долине којима река протиче су углавном уске, кроз које Казир често брз. Пре самог ушћа долине реке се шири, тако да река формира бројне канале. Просечни проток (мерен у селу Сретенка, које се налази 40 km од ушћа) износи 317 m³/s.